# Spoorlijn Zürich - Rapperswil
De spoorlijn Zürich - Rapperswil ook wel Rechter Zürichseelinie of Rechter Zürichseebahn genoemd is een Zwitserse spoorlijn tussen Zürich HB en Rapperswil langs de Zürichsee aan de noordelijke oever gelegen. De Lettenlinie was een onderdeel van dit traject.
Niet te verwarren met de Linker Zürichseelinie of Linker Zürichseebahn gelegen aan de zuidelijke oever.

## Geschiedenis
Er waren plannen bekend voor het aanleggen van een spoorlijn aan de rechter oever van de Zürichsee. In 1862 werd het plan van een Rösslitram Amerikaanse tram tussen Zürich en Rapperswil gelanceerd.
De wens voor de aanleg van een normaal spoorlijn won het uiteindelijk en kreeg de Zürcher ingenieur en spoorwegpionier Kaspar Wetli de opdracht deze spoorlijn te realiseren.
Op 30 april 1871 werd de Gesellschaft zur Begründung einer rechtsufrigen Zürichseebahn opgericht. Als eerste werd Firma Kuchen & Napier belast met de bouw van het traject. De Schweizerische Nordostbahn (NOB) nam in 1873 de bouw over. Door financiële problemen bij de NOB werden de werkzaamheden op 23 juni 1887 stilgelegd.
Vanaf het voorjaar in 1889 werden de werkzaamheden hervat. In deze periode werden zowel de Lettentunnel tussen Stadelhofen en Letten aangelegd. Ook werd er 88,8 meter van de Zürichbergtunnel uitgebroken. Bij het realiseren van de Zürichbergtunnel werd deze ruimte gebruikt als opslagplaats.
Op 12 maart 1894 werd het traject tussen Stadelhofen en Rapperswil ingewijd. Het traject werd op 14 maart 1894 geopend.
Het viaduct over de Limmat werd langs het viaduct van de Wipkingerlinie (Zürich HB - Wipkingen - Oerlikon) gebouwd. Op 1 oktober 1894 werd het traject tussen Stadelhofen en de Zürcher Hauptbahnhof door de Lettentunnel geopend.

### Geschiedenis Linker Zürichseelinie
Het traject van de Linker Zürichseelinie loopt tussen Zürich HB - Ziegelbrücke - Näfels. 

## Overname
Op 1 januari 1902 werd de NOB met zijn trajecten van totaal 853 kilometer en de Schweizer Bodenseeflotte overgenomen door de Schweizerische Bundesbahnen (SBB).

## Uitbouw
In 1967 werd het aantal de sporen op het traject tussen Erlenbach en Herrliberg-Feldmeilen alsmede tussen Stäfa en Uerikon verdubbeld.
Het traject van de S-Bahn Zürich werd op 28 mei 1989 met als kernstuk de Hirschengrabentunnel en het traject van de Hirschengrabenlinie tussen Zürich Hardbrücke en het ondergrondse station Zürich HB naar Zürich Stadelhofen in gebruik genomen.
In 1991 werd het traject door de Lettentunnel tussen Stadelhofen en Letten stilgelegd.

## Treindiensten

### S-Bahn Zürich
Op dit traject rijden de treinen van de S-Bahn Zürich volgende lijnen:
- S 6: Baden AG - Regensdorf - Zürich HB - Uetikon
- S 7: Winterthur HB - Kloten - Zürich HB - Meilen - Rapperswil
- S 16: (Thayngen - Winterthur HB -) Flughafen Zürich - Zürich HB - Herrliberg-Feldmeilen (- Meilen)
- SN 7: Bassersdorf - Oerlikon - Zürich HB - Stadelhofen - Stäfa (ZVV-Nachtnet)

## Aansluitingen
In de volgende plaatsen is of was er een aansluiting van de volgende spoorlijnen:

### Zürich HB
Zürich Hauptbahnhof (vaak afgekort als Zürich HB) is het grootste treinstation in Zürich. 

SBB-Bahnhof (spoor 3-18, 21-24, 51-54)
- Bazel - Zürich (SBB), spoorlijn tussen Zürich HB en Bazel
- Zürich - Bülach, spoorlijn tussen Zürich en Bülach
- Zürich - Zug, spoorlijn tussen Zürich en Zug
- Zürich - Winterthur (SBB), spoorlijn tussen Zürich HB en Winterthur
- Linker Zürichseelinie (SBB), spoorlijn tussen Zürich HB en Ziegelbrücke

SZU-Bahnhof (spoor 1-2)
- Sihltalbahn (SZU), spoorlijn tussen Zürich HB en Sihlbrugg
- Uetlibergbahn (SZU), spoorlijn tussen Zürich HB en Uetliberg

## Elektrische tractie
Het traject werd op 15 mei 1926 geëlektrificeerd met een spanning van 15.000 volt 16 2/3 Hz wisselstroom.

## Afbeeldingen

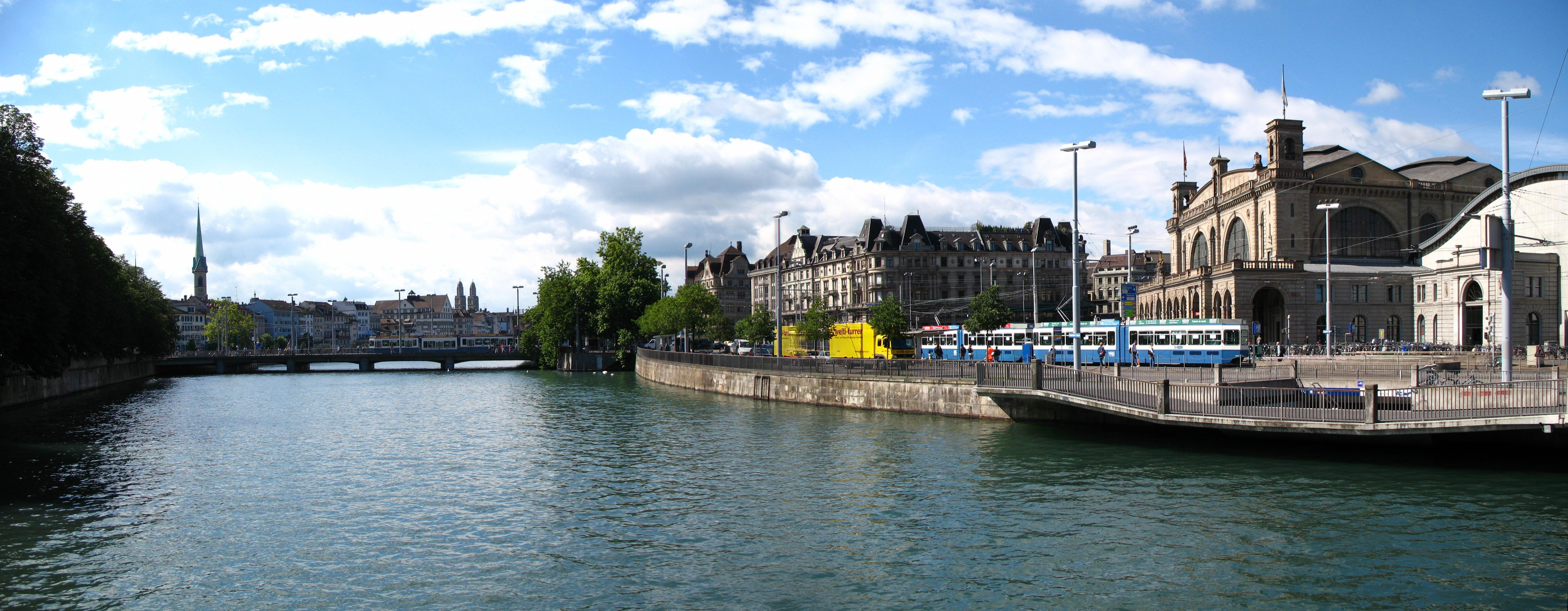
Limmat met rechts Zürich Hauptbahnhof
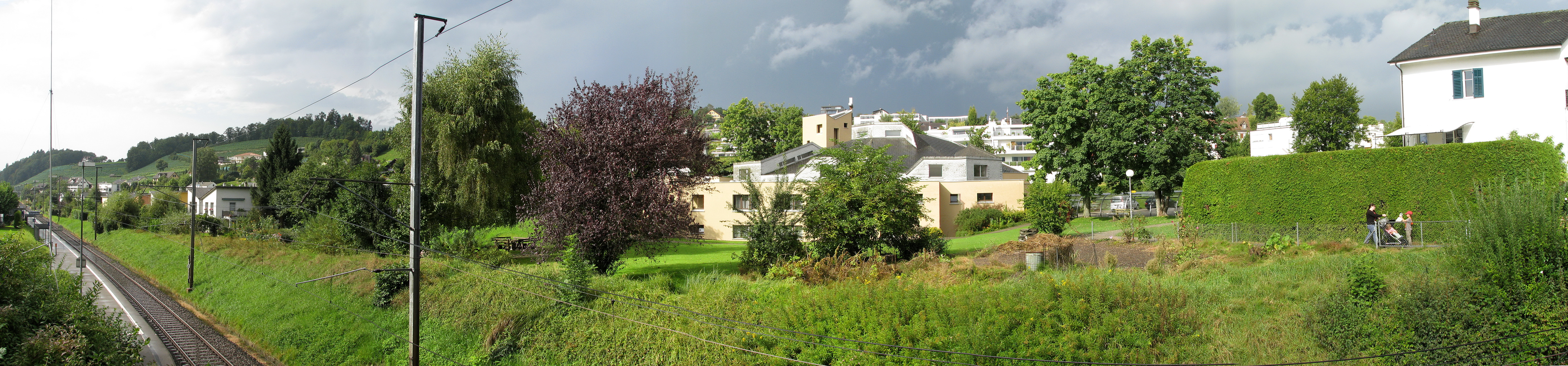
Bij Kempraten
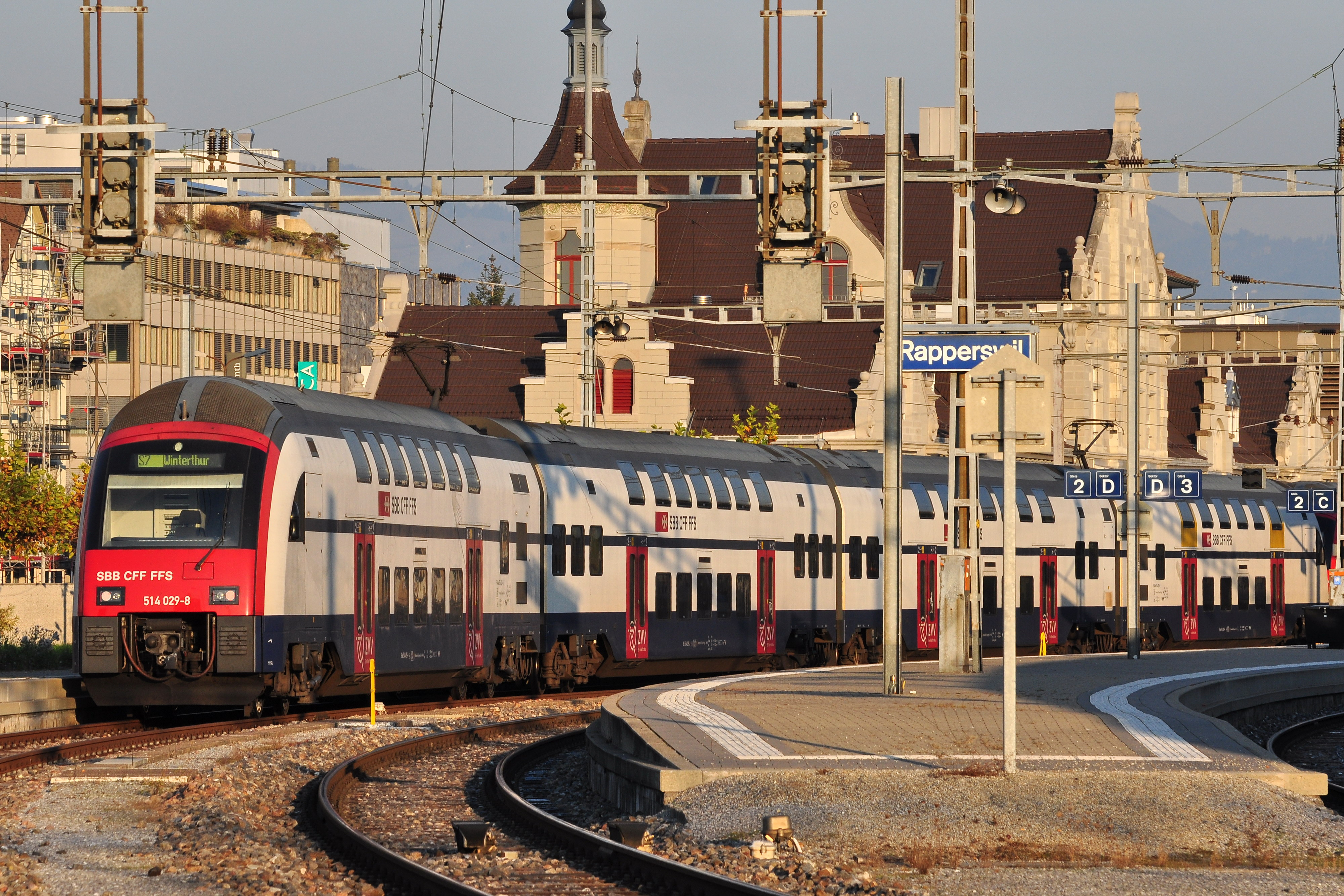
Station Rapperswil